# Konståkning vid olympiska vinterspelen 1928 – Singel herrar
- 14-17 februari 1928

Det var sjutton deltagare från tio nationer. Gillis Grafström försvarade sitt OS-guld från 1924.

## Medaljer
| Gren          | Guld                   | Silver            | Brons                      |
| Singel herrar | Gillis Grafström (SWE) | Willy Böckl (AUT) | Robert Van Zeebroeck (BEL) |

## Resultat
| Plats | Utövare              | Stilpoäng |
| ----- | -------------------- | --------- |
| 1     | Gillis Grafström     | 2698,25   |
| 2     | Willy Böckl          | 2682,50   |
| 3     | Robert Van Zeebroeck | 2578,75   |
| 4     | Karl Schäfer         | 2471,75   |
| 5     | Josef Slíva          | 2442,00   |
| 6     | Marcus Nikkanen      | 2379,50   |
| 7     | Pierre Brunet        | 2392,75   |
| 8     | Ludwig Wrede         | 2341,75   |
| 9     | John Page            | 2288,50   |
| 10    | Roger Turner         | 2245,50   |
| 11    | Sherwin Badger       | 2209,50   |
| 12    | Paul Franke          | 2215,00   |
| 13    | Montgomery Wilson    | 2066,50   |
| 14    | Ian Bowhill          | 1909,25   |
| 15    | Nathaniel Niles      | 1910,25   |
| 16    | Jack Eastwood        | 1853,75   |
| 17    | Werner Rittberger    |           |

Huvuddomare:
- Ulrich Salchow

Domare:
- Kurt Dannenberg
- Eduard Engelmann
- Paul Baudouin
- Herbert Clarke
- Sakari Ilmanen
- Joel B. Liberman
- Vojtěch Veselý